# Cramme
Cramme ist eine Gemeinde in der Samtgemeinde Oderwald im Landkreis Wolfenbüttel, Niedersachsen, Deutschland, aus der wahrscheinlich das Geschlecht derer von Cramm stammt.

## Geografische Lage
Der Ort liegt südwestlich von Wolfenbüttel und westlich des Oderwalds. Die aus dem Oderwald nach Cramme fließenden Bäche vereinigen sich oberhalb des Orts zur Meesche, die nach nur knapp einem Kilometer von rechts der Fuhse, genauer der Alten Fuhse, zuströmt.
Cramme ist vorwiegend landwirtschaftlich geprägt, hat aber durch die Nähe zur Kreisstadt Wolfenbüttel sowie zur Großstadt Salzgitter und den dort ansässigen verschiedenen Industrieunternehmen (MAN, VW, Salzgitter AG) auch Bedeutung als Wohnort.
Der höchste Punkt der Gemeinde liegt am Westhang des Hungerbergs im Oderwald mit einer Höhe von 203 m ü. NHN.

## Geschichte
Die 1366 erstmals erwähnte, mittlerweile abgegangene Burg Cramme wird als Stammsitz der Herren von Cramm angesehen.
1928 stieß bei Walkenried ein aus Cramme kommender Bus mit Schülern auf einem Schulausflug mit dem Nachmittagszug der Südharz-Eisenbahn zusammen. Drei Menschen aus Cramme starben sofort, ein Schwerverletzter wenig später.

### Ortsname
Der Ort wurde zum ersten Mal 1150 schriftlich als „Cramme“ erwähnt. Seitdem variierte der Name nur gelegentlich – vereinzelt ist von „Kramme“ (1269) oder auch „Kram“ (1242) die Rede – und hat sich bis heute in der ersten Form erhalten. Es ist bei dem Namen von einer Form Cramme oder Cramma auszugehen, die sich aus dem indogermanischen „grem“ (feucht) bzw. gotischem „qrammiþa“ (Feuchtigkeit) und dem altnordischen „kramr“ (feucht, halbgetaut von Schnee) herleitet. Die geographische Lage mit den zufließenden Bächen und der Nähe zur Fuhseniederung könnte ein Motiv für die Wahl des Ortsnamens gewesen sein. Es ist aber auch nicht auszuschließen, dass die Herren von Cramm den Ort gründeten und ihm seinen Namen gaben.

### Deitweg
Es gibt Vermutungen, dass der historische und bereits für 747 erwähnte Deitweg, der von Kissenbrück kommend in Ohrum die Oker querte und weiter in den Oderwald führte, bei Cramme die Fuhse querte. Er wird als Bestandteil eines früheren Rhein-Elbe-Fernwegs angesehen.

## Politik

### Gemeinderat
Der Gemeinderat in Cramme besteht aus 9 Ratsmitgliedern einschließlich des Bürgermeisters, wobei die SPD 6 Sitze und die CDU 3 Sitze hat (Stand: Kommunalwahl am 11. September 2011).
Nach der Kommunalwahl 2016 ergab sich keine Veränderung der Sitzverteilung.
Die Kommunalwahl im September 2021 brachte mit einem denkbar knappen Ergebnis neue Mehrheitsverhältnisse im Gemeinderat hervor. Mit einem Stimmenvorsprung von lediglich drei Stimmen konnte sich die Wählergemeinschaft „Gemeinsam für Cramme“ gegen die SPD durchsetzen.
Dieses Ergebnis führte zu folgender Sitzverteilung:
| Gemeinderat 2021 – 2026Insgesamt 9 Sitze - SPD: 4 - GfC: 5 GfC: Gemeinsam für Cramme – Wählergemeinschaft |

### Bürgermeister
Ehrenamtlicher Bürgermeister der Gemeinde Cramme ist Hans-Albert Ratzka (Gemeinsam für Cramme).

### Wappen
Blasonierung: „Im geteilten Wappen oben in Gold eine rote Lilie, unten in Rot eine goldene Lilie.“ Die Familie von Cramm, die bis zum 13. Jahrhundert in Cramme eine Burg besaß, führte in ihren Wappen drei Lilien, auf die hier Bezug genommen wird. Die Farben Gold-Rot bzw. Gelb-Rot des Wappens stehen für das Herzogtum Braunschweig, sie erinnern an die jahrhundertelange Zugehörigkeit Crammes zum Herzogtum. Der Landkreis Wolfenbüttel genehmigte das Wappen am 13. Juni 1985.

## Infrastruktur

### Verkehr
Unweit des Ortes verlaufen die Bundesstraße 248 sowie die Bundesautobahn 36.

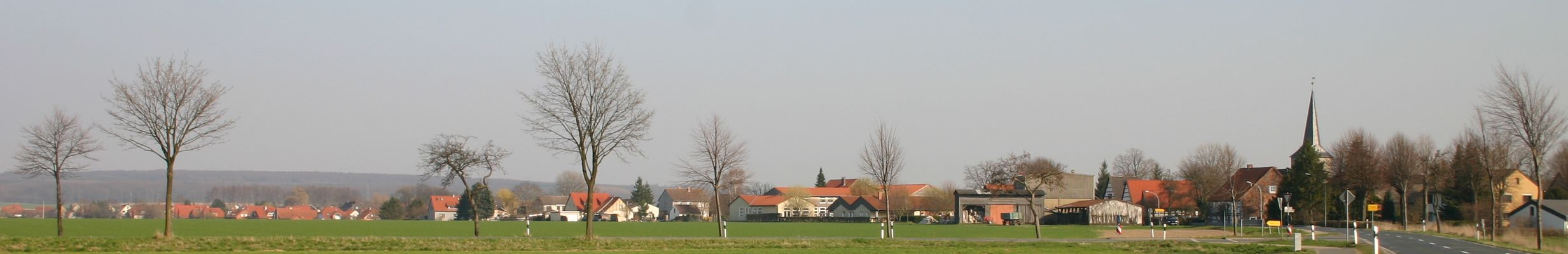
Blick auf Cramme aus Nordwesten

## Kultur und Sehenswürdigkeiten
Die St. Andreaskirche wurde 1564 errichtet. Vor der Kirche steht das Kriegerdenkmal. Der Geistliche Gerhard Althaus beschloss sein Berufsleben als Pfarrer von Cramme und Barum.

## Söhne und Töchter von Cramme
- Bartholomäus Struve (1588–1650), Erbherr auf Wanzleben und Möllenvoigt des Erzbistums Magdeburg
- August Hagemann (1850–1939), Landwirt und Kommunalpolitiker
- Anna Klie (1858–1913), Kinder- und Jugendbuchautorin

## Weitere Persönlichkeiten
- Ulrich Diederichs (1948–2022), Bauingenieur und Hochschullehrer